# Euploea adorabilis
Euploea adorabilis är en fjärilsart som beskrevs av Hans Fruhstorfer 1904. Euploea adorabilis ingår i släktet Euploea och familjen praktfjärilar. Inga underarter finns listade i Catalogue of Life.